# Німецька Східно-Африканська рупія
Німецька східноафриканська рупія (нім. Deutsch-Ostafrikanische Rupie) — Грошова одиниця Німецької Східної Африки, яка знаходилась в обігу 1890—1916 роки. Повністю демонетизована у 1920 році. Початково 1 рупія дорівнювала 64 пезам. З 1904 року 100 галерам.

## Історія
З самого початку колонізації східного узбережжя Африки панівною валютою була індійська рупія та талер Марії Терезії. В 1890 році Німецька Східно-Африканська Компанія (нім. Deutsch-Ostafrikanische Gesellschaft) придбала право на карбування власних монет. Назву грошовій одиниці було вирішено залишити в рупіях, розмінні монети карбувалися в пезах (Німецька назва монети пеза походить від назви індійської дрібної монети пайси). Спочатку німецька східноафриканська рупія повністю відповідала вартості індійської рупії. У 1896 році талер Марії Терезії вилучили з обігу шляхом заборони використання його як платіжного засобу на територіях колонії. До 1904 року німецька східноафриканська рупія по тій системі, що й індійська рупія, розділялася на 64 пези. В обігу, паралельно з рупією, знаходилася німецька марка. Фіксований обмінний курс дорівнював 1½ рупії за 2 марки. В свою чергу 1 союзний талер дорівнював 2 рупіям. В лютому 1904 року відбулася демонетизація. Компанія вирішила перейти на десяткову систему. 1 рупія стала дорівнювати 100 галерам. З 21 травня 1904 року індійська рупія втратила статус законного платіжного засобу на територіях Німецької Східної Африки, хоча довгий час ще перебувала в обігу. На монетах нового зразка скоротився надпис. На нових монетах не карбувалося слово «компанія» (нім. Deutsch Ostafrika). Монети, номіновані в пезах, знаходилися в обігу до 1 квітня 1905 року. У 1905 році було ухвалене рішення про друк банкнот на Берлінському монетному дворі. У 1909 році в Дар-ес-Саламі був створений Німецький Східноафриканський банк, який отримав право випуску банкнот у типографіях банку. У 1915-1917 роках банк випускав тимчасові банкноти (англ. Interims-Banknote). Після англо-бельгійської окупації колонії, німецька східноафриканська рупія знаходилася в обігу паралельно з валютами нових країн-колонізаторів. У Танганьїці рупія знаходилася в обігу паралельно з британською східноафриканською рупією. У 1920 році обидві валюти змінив східноафриканської шилінг. На територіях Руанди та Бурунді німецька східноафриканська рупія знаходилася в обігу паралельно з конголезьким франком, який у 1916 році повністю витіснив рупію.

## Монети
Перші монети, які почала карбувати Німеччина для своєї колонії, хоч і містили зображення імператора Вільгельма II, але не перебували в обігу на території метрополії. Держава не гарантувала стабільності курсу й обміну на імперські гроші. Фактично перші монети німецької Східної Африки були лише приватним карбуванням Компанії. Відповідно на зворотному боці срібних монет був зображений не герб, а герб Компанії. Характерним було те, що німецькі монети повністю відповідали за вмістом британській індійській рупії. Наприкінці XIX на початку XX століття золото та срібло постійно змінювалося в курсі. Але якщо британські срібні монети  вільно обмінювалися й далі на золоті за собівартістю, то у Німецької Східноафриканської Компанії такої можливості не було. Це привело до того, що німецькі монети, будучи еквівалентними за вагою та пробою британським, обмінювалися на них по курсу 3\4 британської рупії за одну німецьку. Компанія, за домовленістю з Німецькою імперією, від 15 листопада 1902 року відмовилося від карбування власних монет. Але у 1904 році було вирішено відновити карбування монет у новому співвідношенні. З початком Першої світової війни карбування срібної рупії припинилося. У 1916 році, на монетному дворі м. Табора, було виготовлені останні латунні та бронзові монети Компанії, а також золота монета номіналом в 15 рупій. До 1916 року бронзові, мідно-нікелеві та срібні монети карбувалися в Берліні (A) та Гамбурзі(J). Всі монети зразка 1916 року карбувалися в Таборі.
В обігу знаходилися монети номіналами: 1890-1905: 1 пеза, 1⁄4, 1⁄2, 1, 2 рупій; 1905-1916: 1⁄2, 1, 5, 10, 20 галерів, 1⁄4, 1⁄2, 1, 15 рупій.
| Аверс | Реверс | Номінал    | Роки карбування             | Метал   | Монетний двір             | Діаметр, мм | Вага, гр | Тираж в цілому | Примітки                                                                                          |  |
| ----- | ------ | ---------- | --------------------------- | ------- | ------------------------- | ----------- | -------- | -------------- | ------------------------------------------------------------------------------------------------- |  |
|       |        | 1 піза     | 1890-1892                   | Cu      | A (не вказаний на монеті) | 25,2        | 6,52     | 41.092.335     | Гравер аверсу - Отто Шульц (нім. Otto Schultz) Гравер реверсу - Еміль Вайганд (нім. Emil Weigand) |  |
|       |        | ½ галери   | 1904-1906                   | Bronze  | A, J                      |             |          |                | Подібна до 1 галера зразка 1904-1913                                                              |  |
|       |        | 1 галер    | 1904-1913                   | Bronze  | A, J                      |             |          |                |                                                                                                   |  |
|       |        | 5 галерів  | 1908-1909                   | Bronze  | A, J                      | 37          |          |                | Подібна до 1 галера зразка 1904-1913                                                              |  |
|       |        | 5 галерів  | 1913-1914                   | Cu-Ni   | A, J                      |             |          |                | Подібна до 10 галерів зразка 1908-1914                                                            |  |
|       |        | 5 галерів  | 1916                        | Brass   | T                         |             |          | 3.000.000      | Подібна до 20 галер зразка 1916                                                                   |  |
|       |        | 10 галерів | 1908-1914                   | Cu-Ni   | A, J                      |             |          |                |                                                                                                   |  |
|       |        | 20 галерів | 1916                        | Brass   | T                         |             |          |                |                                                                                                   |  |
|       |        | 1⁄4 рупії  | 1891, 1898, 1901            | Ag, 917 | A (не вказаний на монеті) |             | 2,91     | 526.668        |                                                                                                   |  |
|       |        | 1⁄4 рупії  | 1904, 1906, 1907, 1909—1914 | Ag, 917 | A, J                      |             | 2,91     | 3.100.000      |                                                                                                   |  |
|       |        | ½ рупії    | 1891, 1897, 1901            | Ag, 917 | A (не вказаний на монеті) | 25          | 5, 8319  | 358.342        | Подібна до 1⁄4 рупії зразка 1891, 1898, 1901                                                      |  |
|       |        | ½ рупії    | 1904, 1906, 1907, 1909—1914 | Ag, 917 | A, J                      |             | 5,83     | 1.640.000      | Подібна до 1⁄4 рупії зразка 1904, 1906, 1907, 1909—1914                                           |  |
|       |        | 1 рупія    | 1890—1894, 1897—1902        | Ag, 917 | A (не вказаний на монеті) |             | 11, 6638 | 2.299.057      |                                                                                                   |  |
|       |        | 1 рупія    | 1904—1914                   | Ag, 917 | A, J                      |             | 11,66    | 11.830.000     | Подібна до 1⁄4 рупії зразка 1891, 1898, 1901                                                      |  |
|       |        | 2 рупія    | 1893, 1894                  | Ag, 917 | A (не вказаний на монеті) |             | 23,32    | 50.854         | Подібна до 1⁄4 рупії зразка 1891, 1898, 1901                                                      |  |
|       |        | 15 рупій   | 1916                        | Au, 750 | Т                         |             | 7,17     | 16.198         |                                                                                                   |  |

### Цікаві факти
- У 1890 році була викабувана Берлінським монетним двором монета номіналом в 1 пезу (нім. pesa).. Спочатку планувалося зобразити імператора, але ідея була відхиленою так як ця монета мала дрібний номінал, а зображення імператора, згідно імперського закону Німеччини, дозволялося лише на срібних монетах.
- Монети, зразка 1916 року виготовлені на монетному дворі в м. Табора. Вони карбувалися з переплавлених гільз. Часом зустрічаються монети цього часу зі  слідами від капсульних отворів та каліброваного обідка.[9]
- Монета номіналом в 2 рупії дуже цінувалася серед місцевого населення, так як за розміром нагадувала союзний талер. В наші часи знайти цю монету в доброму стані фактично неможливо.
- Золоту монету, зразка 1916 року називали «Фунтом Табори» (англ. Tabora Pound). Монета була більш наближеною за вмістом золота до британського фунта.

## Банкноти

### Банкноти постійного випуску
Початково банкноти Німецької Східної Африки виготовлялися в Берліні на фабриках Імператорського монетного двору. У 1909 році в Дар-ес-Саламі був створений Німецький Східно-африканський банк, який отримав право випуску банкнот в типографіях банку. Відомі банкноти постійного випуску, виготовлені Берлінським монетним двором, номіналами: 5, 10, 50, 100, 500 рупій.
| Номінал   | Рік  | Зображення | Розмір     |
| --------- | ---- | ---------- | ---------- |
| 5 рупія   | 1905 |            |            |
| 10 рупій  | 1905 |            |            |
| 50 рупій  | 1905 |            | 300x197 мм |
| 100 рупій | 1905 |            | 300x189 мм |
| 500 рупій | 1912 |            |            |

### Тимчасові грошові знаки
Під час Першої світової війни Німецька Східна Африка була майже повністю ізольована від Німецької імперії. Срібна монета перебувала не як грошова одиниця, а використовувалася здебільшого в комерційних цілях. Колоніальний уряд ухвалив рішення про друк тимчасових банкнот (нім. Interims-Banknote). Урядом було укладено угоду з друкарською компанією  «Deutsch-Ostafrikanische Zeitung», яка випускала щоденну газету в Дар-ес-Саламі. 15 березня 1915 року на цій фірмі було випущено першу тимчасову купюру номіналом в 20 рупій. Спочатку її виготовили на білій тканині, згодом на папері, пізніше на цупкій тканині. У зв'язку з повоєнними обставинами і постійним дефіцитом не лише на продукти, «купюри» друкувалися навіть на шматках шпалер чи обгортках.
Надпис німецькою мовою на аверсі 1 рупієвої банкноти: «Тимчасова банкнота. Німецький Східноафриканський банк виплачуватиме, без перевірки особистості, 1 рупію зі свого офісу у Східноафриканському протектораті». На реверсі: «За фальсифікацію купюр карається каторгою сроком на 2 роки».
Казначейські записи свідчать про те, що усього цих купюр було виготовлено 8.876.741 екземплярів. В обігу знаходились тимчасові банкноти номіналами: 1, 5, 10, 20, 50, 200 рупій
| Номінал   | Рік  | Зображення | Розмір    |
| --------- | ---- | ---------- | --------- |
| 1 рупія   | 1916 |            | 105×63 мм |
| 5 рупій   | 1915 |            | 118x72 мм |
| 10 рупій  | 1916 |            | 130x88 мм |
| 20 рупій  | 1915 |            | 156x99 мм |
| 50 рупій  | 1915 |            | 150x98 мм |
| 200 рупій | 1915 |            |           |